# Anson Carter
Pour les articles homonymes, voir Carter.
Anson Carter (né le 6 juin 1974 à Toronto dans la province d'Ontario au Canada) est un joueur professionnel retraité canadien de hockey sur glace.

## Biographie

### Carrière en club
Sélectionné par les Nordiques de Québec au repêchage d'entrée dans la LNH 1992 au 220e rang, Carter rejoint les rangs universitaires américains la même année de son repêchage. Il joue quatre saisons avec les Spartans de Michigan State où il est nommé à maintes reprises aux équipes d'étoiles.
Alors qu'il vient de terminer sa carrière universitaire, en avril 1996, l'Avalanche du Colorado, nouvelle forme des Nordiques, l'échange aux Capitals de Washington contre un choix de repêchage. Il joue sa première saison professionnelle en 1996-1997 où il partage son temps entre les Capitals et les Pirates de Portland, filiale dans la Ligue américaine de hockey. Lors de cette même saison, il est échangé en mars 1997 aux Bruins de Boston dans une méga-transaction ; il rejoint Boston avec Jason Allison et Jim Carey alors que Bill Ranford, Adam Oates et Rick Tocchet prennent le chemin inverse.
Il joue trois saisons et demie avec les Bruins avant de rejoindre les Oilers d'Edmonton en novembre 2000. Il connaît sa meilleure saison offensive en 2001-2002. Il est par la suite transféré aux Rangers de New York vers la fin de la saison 2002-2003. La saison suivante, il joue pour trois équipes différentes : après avoir joué la première moitié de saison avec les Rangers, il retourne jouer avec les Capitals après avoir été échangé contre Jaromír Jágr. Son passage avec les Caps ne dure qu'un mois et demie puis termine la saison avec les Kings de Los Angeles.
En août 2005, il signe un contrat en tant qu'agent libre avec les Canucks de Vancouver lui rapportant 1 000 000 $ pour une saison. Au cours de cette saison 2005-2006, il joue sur la même ligne aux côtés des frères Henrik et Daniel Sedin. Avec 33 buts marqués, il s'agit de sa meilleure saison en termes de buts. Il signe avant le début de la saison 2006-2007 avec les Blue Jackets de Columbus pour un an et 2 500 000 $. Il ne termine pas la saison avec l'équipe, étant échangé en cours de saison aux Hurricanes de la Caroline.
N'ayant pas réussi à s'entendre avec une équipe de la LNH lors de l'intersaison 2007, il s'exile en Suisse en jouant pour le HC Lugano en Ligue nationale A.

### Carrière internationale
En équipe nationale, Carter a représenté le Canada à trois reprises et a gagné à chaque fois la médaille d'or. Il a joué en tant que junior au championnat du monde junior de 1994 et en tant que senior, le championnat du monde, en 1997 et 2003. Au cours de l'édition 2003, lors de la finale contre la Suède, il marque le but victorieux en période de prolongation permettant à son équipe de remporter la médaille d'or.

## Statistiques en carrière

### En club
| Saison     | Équipe                     | Ligue      |     | Saison régulière | Saison régulière | Saison régulière | Saison régulière | Saison régulière |   | Séries éliminatoires | Séries éliminatoires | Séries éliminatoires | Séries éliminatoires | Séries éliminatoires |
| Saison     | Équipe                     | Ligue      | PJ  | B                | A                | Pts              | Pun              | PJ               | B | A                    | Pts                  | Pun                  |                      |                      |
| 1991-1992  | Raiders de Wexford         | MetJHL     | 42  | 18               | 22               | 40               | 24               | -                | - | -                    | -                    | -                    |                      |                      |
| 1992-1993  | Spartans de Michigan State | NCAA       | 36  | 19               | 11               | 30               | 20               | -                | - | -                    | -                    | -                    |                      |                      |
| 1993-1994  | Spartans de Michigan State | NCAA       | 39  | 30               | 24               | 54               | 36               | -                | - | -                    | -                    | -                    |                      |                      |
| 1994-1995  | Spartans de Michigan State | NCAA       | 39  | 34               | 17               | 51               | 40               | -                | - | -                    | -                    | -                    |                      |                      |
| 1995-1996  | Spartans de Michigan State | NCAA       | 42  | 23               | 20               | 43               | 36               | -                | - | -                    | -                    | -                    |                      |                      |
| 1996-1997  | Capitals de Washington     | LNH        | 19  | 3                | 2                | 5                | 7                | -                | - | -                    | -                    | -                    |                      |                      |
| 1996-1997  | Pirates de Portland        | LAH        | 27  | 19               | 19               | 38               | 11               | -                | - | -                    | -                    | -                    |                      |                      |
| 1996-1997  | Bruins de Boston           | LNH        | 19  | 8                | 5                | 13               | 2                | -                | - | -                    | -                    | -                    |                      |                      |
| 1997-1998  | Bruins de Boston           | LNH        | 78  | 16               | 27               | 43               | 31               | 6                | 1 | 1                    | 2                    | 0                    |                      |                      |
| 1998-1999  | Grizzlies de l'Utah        | LIH        | 6   | 1                | 1                | 2                | 0                | -                | - | -                    | -                    | -                    |                      |                      |
| 1998-1999  | Bruins de Boston           | LNH        | 55  | 24               | 16               | 40               | 22               | 12               | 4 | 3                    | 7                    | 0                    |                      |                      |
| 1999-2000  | Bruins de Boston           | LNH        | 59  | 22               | 25               | 47               | 14               | -                | - | -                    | -                    | -                    |                      |                      |
| 2000-2001  | Oilers d'Edmonton          | LNH        | 61  | 16               | 26               | 42               | 23               | 6                | 3 | 1                    | 4                    | 4                    |                      |                      |
| 2001-2002  | Oilers d'Edmonton          | LNH        | 82  | 28               | 32               | 60               | 25               | -                | - | -                    | -                    | -                    |                      |                      |
| 2002-2003  | Oilers d'Edmonton          | LNH        | 68  | 25               | 30               | 55               | 20               | -                | - | -                    | -                    | -                    |                      |                      |
| 2002-2003  | Rangers de New York        | LNH        | 11  | 1                | 4                | 5                | 6                | -                | - | -                    | -                    | -                    |                      |                      |
| 2003-2004  | Rangers de New York        | LNH        | 43  | 10               | 7                | 17               | 14               | -                | - | -                    | -                    | -                    |                      |                      |
| 2003-2004  | Capitals de Washington     | LNH        | 19  | 5                | 5                | 10               | 6                | -                | - | -                    | -                    | -                    |                      |                      |
| 2003-2004  | Kings de Los Angeles       | LNH        | 15  | 0                | 1                | 1                | 0                | -                | - | -                    | -                    | -                    |                      |                      |
| 2005-2006  | Canucks de Vancouver       | LNH        | 81  | 33               | 22               | 55               | 41               | -                | - | -                    | -                    | -                    |                      |                      |
| 2006-2007  | Blue Jackets de Columbus   | LNH        | 54  | 10               | 17               | 27               | 16               | -                | - | -                    | -                    | -                    |                      |                      |
| 2006-2007  | Hurricanes de la Caroline  | LNH        | 10  | 1                | 0                | 1                | 2                | -                | - | -                    | -                    | -                    |                      |                      |
| 2007-2008  | HC Lugano                  | LNA        | 15  | 3                | 5                | 8                | 22               | -                | - | -                    | -                    | -                    |                      |                      |
| Totaux LNH | Totaux LNH                 | Totaux LNH | 674 | 202              | 219              | 421              | 229              | 24               | 8 | 5                    | 13                   | 4                    |                      |                      |

### En équipe nationale
| Année | Équipe        | Compétition                 |    | PJ | B | A | Pts | Pun           |  | Résultat |
| 1994  | Canada junior | Championnat du monde junior | 7  | 3  | 2 | 5 | 0   | Médaille d'or |  |          |
| 1997  | Canada        | Championnat du monde        | 11 | 4  | 2 | 6 | 4   | Médaille d'or |  |          |
| 2003  | Canada        | Championnat du monde        | 9  | 2  | 1 | 3 | 8   | Médaille d'or |  |          |

## Trophées et honneurs personnels
- CCHA
  - 1994 et 1995 : nommé dans la première équipe d'étoiles
  - 1996 : nommé dans la deuxième équipe d'étoiles
- NCAA
  - 1995 : nommé dans la deuxième équipe d'étoiles de l'Est

## Transactions en carrière
- Repêchage de 1992 : réclamé par les Nordiques de Québec au dixième tour, 220e rang.
- 21 juin 1995 : ses droits sont transférés de Québec au Colorado, en même temps que la franchise.
- 3 avril 1996 : échangé par l'Avalanche aux Capitals de Washington contre un choix de quatrième tour au repêchage de 1996 (Ben Storey).
- 1er mars 1997 : échangé par les Capitals aux Bruins de Boston avec Jim Carey, Jason Allison et un choix de troisième tour au repêchage de 1997 (Lee Goren) contre Bill Ranford, Adam Oates et Rick Tocchet.
- 15 novembre 2000 : échangé par les Bruins aux Oilers d'Edmonton avec des choix de premier (Aleš Hemský) et deuxième (Doug Lynch) tour au repêchage de 2001 contre Bill Guerin et un choix de premier tour pour 2001 (Shaone Morrisonn).
- 11 mars 2003 : échangé par les Oilers aux Rangers de New York avec Aleš Píša contre Radek Dvořák et Cory Cross.
- 23 janvier 2004 : échangé par les Rangers aux Capitals de Washington contre Jaromír Jágr.
- 8 mars 2004 : échangé par les Capitals aux Kings de Los Angeles contre Jared Aulin.
- 17 août 2005 : signe en tant qu'agent libre avec les Canucks de Vancouver.
- 13 septembre 2006 : signe en tant qu'agent libre avec les Blue Jackets de Columbus.
- 23 février 2007 : échangé par les Blue Jackets aux Hurricanes de la Caroline contre un choix de cinquième tour au repêchage de 2008 (Tomáš Kubalík).
- 5 novembre 2007 : signe en tant qu'agent libre avec le HC Lugano .